# ダイラス＝リーンの災厄
『ダイラス＝リーンの災厄』（ダイラス＝リーンのさいやく、原題：英: Dylath-Leen）は、イギリスのホラー小説家ブライアン・ラムレイによる短編ホラー小説。
アーカムハウスのオーガスト・ダーレスから「短編集を出そう」と提案されたことで、執筆された作品の一つ。1969年早々に完成し、処女短編集『黒の召喚者』に収録された。日本では1986年に国書刊行会から単行本が邦訳刊行された。
タイタス・クロウ・サーガ第3作『幻夢の時計』と関連が大きい。また視点が「私」で固定されているために、作中では明らかになっていない事柄が多い。悪役として登場する角のある商人たちは、邪神群がドリームランドを侵略するための先兵として動いている。

## あらすじ
私は3度、夢の国のダイラス＝リーンを訪れたことがある。今はただ、二度と訪れないことを祈るのみである。

### 1度目の訪問
18歳の「私」は、『アラビアンナイト』や『アトランティス大陸発見』のような書物を好み、空想と憧憬に生きる若者であった。いつもと同じように眠りについたある日、ふと夢の国へと降り立った。隊商に加わってしばらく旅をしていたが、遠目に見たダイラス＝リーンの街に魅せられ、移住する。
ダイラス＝リーンは、玄武岩の黒い塔が屹立する港の都市であり、私は埠頭に一室を間借りして住んだ。この街には、南の海からやって来た奇怪な商人たちがおり、私は彼らに邪悪な雰囲気を嗅ぎ取り、探ろうとする。港でガレー船を視察していたところ、彼らの一人と目が合い、気取られる。
逃げて街の内陸側へと移住した私は、石切工のポ＝カレトの家に下宿しつつ、商人どもの悪行を暴こうと思考を巡らせる。彼らはルビーを売り込み、代わりにバーグ人の黒人奴隷を買っていく。ルビーの原産地はわからず、しかもあまりに安価すぎるためにどこの家庭にも無造作に置いてあるほどに出回っていた。ガレー船がどこからやって来て、奴隷たちがどこに連れて行かれるのかもわからない。
私は下宿先の娘リタと恋仲となるも、ふと目覚めて現実世界に戻って来る。突然恋人を失ったことに虚脱し、彼女が夢の住人だったことに納得するまでには長い時間がかかった。

### 2度目の訪問
いつしかダイラス＝リーンの街では黒人奴隷が足りなくなる。補充が追い付かなくなり、また数少ない奴隷たちもガレー船の噂を聞いて逃げ出す。そのうちに、商人たちから贈り物として「巨大なルビー」が街に持ち込まれ、大広場の台石の上に据え付けられる。しかしこのルビーは、夜になると怪光を発し、住人たちの眠気を誘発する。また神隠しが頻発し、正気を保っていた者たちは街を出て行く。リタも夫や子供たちと共に街の外に移住した。かくしてダイラス＝リーンは、商人たちが浮かれ騒ぐのみの沈黙の街に変わる。
私が再びダイラス＝リーンの地を訪れたのは30歳のときである。街にいる商人たちの人数が激増しており、浮かれ騒ぐ彼らのターバンがほどけて、角のような隆起が露出して見える。また現実と夢では時間の流れが異なっており、再会したポ＝カレトは30歳以上も老けていた。ポ＝カレトは、街が変わってしまった経緯を説明する。
私は巨大ルビーを見てみようと思い立ち、大広場に赴く。海岸通りの一帯は、異様で邪悪な商人どもで沸き返っている。ルビーは炬火に囲まれ、商人たちが警備していた。私は姿を見られ、逃げると彼らは追ってくる。私は街に留まることをあきらめ、街の外に出る。住む人もいない砂漠地帯を、ウルサルの方角を目指して進むが、やつらは追跡してくる。疾駆する私は、悲鳴を上げながら目を覚まし、魔物どもが夢の住人にすぎないことを理解して安堵する。数日もすると、ダイラス＝リーンを訪れた記憶はあらかた忘れ去っていた。

### 3度目の訪問
3度目は43歳のときである。猫町ウルサルの郊外に降り立った私は、ポ＝カレトは老いて死に、リタは長寿の老人となっていると伝聞する。今ではウルサルからダイラス＝リーンに行く者はおらず、また商人どもはウルサルの街にも入り込んでいた。
私は商人どもに復讐して街を救い出すために、神殿の司祭アタルに相談を持ちかける。アタル師は、そのルビーは過去にも現れたことがあり、中には魔物が宿っていると説明する。アタル師は作戦を立て、「結界を張る呪文」と「ルビーから魔物を解放する呪文」の2つの呪文を私に教えて「成し遂げたことの結末を見届けるでないぞ」と忠告する。
私はダイラス＝リーンへと赴き、1つ目の呪文を唱えながら街を一周する。途中でやつらに勘付かれ、逃げながらも、なんとか魔法の壁で街を囲って封鎖することに成功する。2つ目の呪文を唱えると、ルビーから魔物が引きずり出される。呪文を聞いた商人たちは恐怖に後退する。魔法の牢獄と化したダイラス＝リーンで、解き放たれた魔物がやったことは、憎むべきレン人たちが憐れに思えるほどの所業であった。アタル師に忠告されたものの、私は見てしまった。
私は目覚めの世界へと戻り、今では眠るのを恐れるようになった。3度訪れたダイラス＝リーンを、二度と訪れずに済むことを祈るのみである。ある日ふと眠りの壁を越えて夢の国へと行ってしまい、気づいたらダイラス＝リーンの牢獄の中に閉じ込められていて、あの邪神に見つかるのではないかということを想像すると、心配でならない。

### ルビーの伝説
はるかな太古、ユゴス星から夢の国の地球に、巨大なルビーが持ち込まれた。ルビーの中には邪悪な魔物「発光体」が潜んでいる。ある人種（レン人）だけが、この宝石に近寄っても何の影響も受けないという。
禁断の山ハセグ＝クラから、雪崩と共に落ちてきたところを、ティルヒーア国のヤス＝リー黒王女が発見する。黒王女はルビーを持ち帰るも、国に着いたころには黒王女の一行は全員が発狂していた。後にティルヒーアは砂に埋もれて消える。しかしルビーは、どういうルートを辿ったのか、南の海を漂流していた「金色のガレー船」から再発見される。次にナトの谷間で巨大なドール族に崇拝され、これを魔物が盗んで地底世界へと持ち去ったと、「ダルシス第四之書」に記録される。

## 登場人物・用語
- 「私」グラント・エンダービィ - 夢見人。目覚めの世界では、北東海岸のノードンに住んでいる。
- 商人たち（レン人） - ターバンを巻き、頭部には隆起（角）がある。悪臭と邪悪な雰囲気を醸している。黒いガレー船[注 1]でやって来る。
- ポ＝カレト - ダイラス＝リーンのシームラ地区に住む石切工。私を下宿させる。
- リタ - ポ＝カレトの娘。私の恋人だったが、私が目覚めたことで離れ離れとなり、別の男と結婚した。
- アタル老師 - ウルサルの神官。旧神を祀る神殿の祭司。「ダルシス第四之書」を持つ。
- 巨大ルビーに潜む「発光体」 - 悪の化身。「目がないにもかかわらずすべてを見通し、足がないにもかかわらず奔流のように走り、泡立つ塊の中にいくつかの邪悪な口を有するもの」。
- ランドルフ・カーター - 言及のみ。偉大な夢見人。かつてカダスに赴いてナイアルラトホテップに立ち向かい生還したという（未知なるカダスを夢に求めて）。
- クラネス王 - 言及のみ。天空宮殿の主（セレファイス）。
- ク・リトル・リトル - 言及のみ。邪神。

## 収録
- 国書刊行会『黒の召喚者』朝松健訳

## 関連作品
- タイタス・クロウ・サーガ第3作『幻夢の時計』
- ブライアン・ラムレイの幻夢境シリーズ - 全3作。2021年時点で第1部が邦訳済。
- クトゥルフ神話TRPG『ラヴクラフトの幻夢境』